# أردبيل (محافظة)

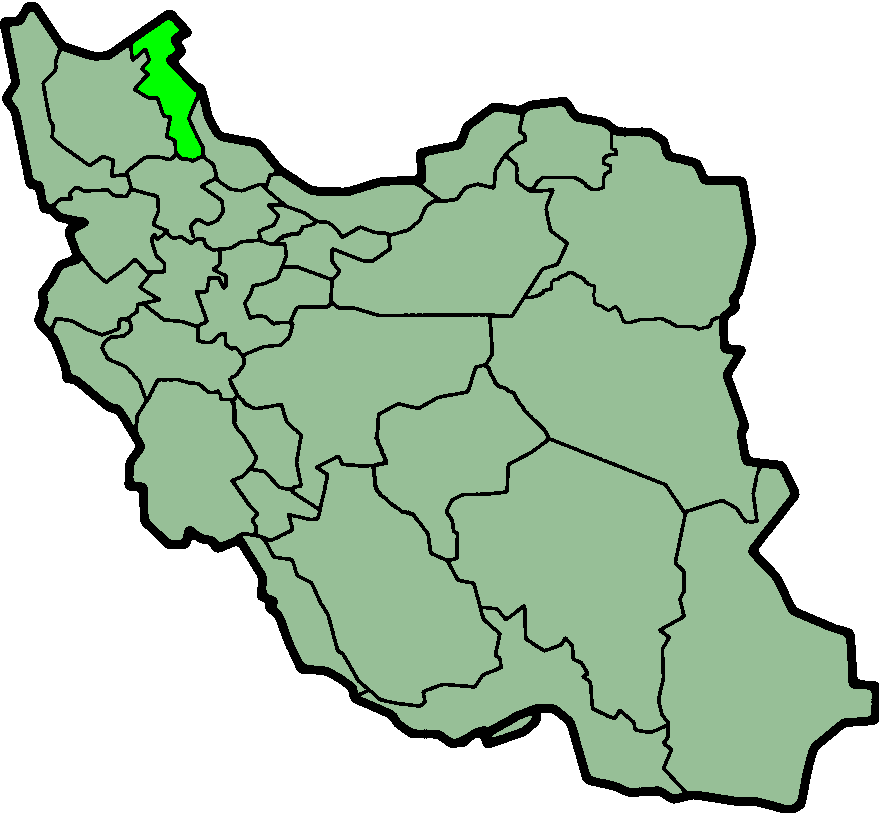

محافظة أردبيل هي إحدى محافظات إيران الاحدی والثلاثین. تقع في شمال غرب البلاد ولها حدود مع أذربيجان. عاصمتها مدينة أردبيل. سكانها من القومية الأذرية التركية وأقلية من قومية التاليش الإيرانية.

## أعلام
- ميرزا كوجك خان
- صفي الدين الأردبيلي